# Massimo Rossi
Massimo Joe Rossi (* 28. Oktober 1992 in Legnago; † 2. Oktober 2016 in Traben-Trarbach) war ein italienischer Motorbootsportler mit deutscher Rennlizenz.

## Leben und Karriere
Rossi stammte aus San Bellino und wurde im Sommer 2016 Doppelweltmeister in den Klassen O-250 und O-350.
Am 2. Oktober 2016 verlor Rossi in Traben-Trarbach beim Motorbootrennen auf der Mosel, nach dem ersten Lauf in Führung liegend, die Kontrolle und kollidierte mit am Ufer liegenden Steinen. Dabei wurde er aus dem Boot herausgeschleudert und erlitt durch den Zusammenprall mit einem Baum schwere Kopfverletzungen, denen der 23-Jährige noch am Unfallort erlag.